# Jelena Blagojević
Jelena Blagojević, cirill: Јелена Благојевић (Olovo, 1988. december 1. –) olimpiai bronzérmes és Európa-bajnok szerb röplabdázó.

## Pályafutása

### Klubcsapatban
2007 és 2011 között a Crvena zvezda, 2011–12-ben az olasz Robur Tiboni Urbino, majd 2012 és 2015 között a Foppapedretti Bergamo röplabdázója volt. 2015–16-ban a török a Trabzon İdmanocağı, 2016–17-ben a lengyel Chemik Police játékosa volt. 2017 óta a lengyel Developres Rzeszów csapatában szerepel.

### A válogatottban
2012 és 2021 között szerepelt a szerb válogatottban. A 2012-es londoni olimpián a 11. helyen végzett, a 2020-as tokiói tornán bronzérmet szerzett a csapattal. Az Európa-bajnokságokon két arany- és egy ezüstérmet szerzett.

## Sikerei, díjai
- Olimpiai játékok
  - bronzérmes: 2020, Tokió
- Európa-bajnokság
  - aranyérmes (2): 2017, 2019
  - ezüstérmes: 2021

 Crvena zvezda
- Szerb bajnokság
  - bajnok (2): 2010, 2011
- Szerb kupa
  - győztes (2): 2010, 2011

 Chemik Police
- Lengyel bajnokság
  - bajnok: 2017
- Lengyel kupa
  - győztes: 2017